# Ольштин (аеропорт)
Аеропорт Ольштин-Мазури (пол. Port lotniczy Olsztyn-Mazury), (IATA: SZY, ICAO: EPSY) — міжнародний аеропорт, розташований у селі Шимани за 56 км від Ольштина, Польща.
Офіційна службова назва аеропорту «Аеропорт Шимани». Поширену назву летовище отримало у 2015 році від назви компанії-власника та оператора «Warmia i Mazury Spółka z o.o.».

## Авіалінії та напрямки, жовтень 2020

### Пасажирські
| Авіакомпанія          | Пункт призначення       |
| --------------------- | ----------------------- |
| Bulgarian Air Charter | Сезонний чартер: Бургас |
| LOT                   | Краків                  |
| Ryanair               | Лондон-Станстед         |
| Wizz Air              | Дортмунд, Лондон-Лутон  |

## Пасажирообіг
Див. джерело запитів Вікіданих та джерела.